# Rue Louis-Murat
La rue Louis-Murat est une voie du 8e arrondissement de Paris.

## Situation et accès
Elle commence rue du Docteur-Lancereaux et se termine rue de Monceau.
Le quartier est desservi par la ligne 2 à la station Courcelles et par la ligne 9 à la station Saint-Philippe du Roule.

## Origine du nom
La rue tient son nom de Louis Marie Michel Joachim Napoléon (né en 1896), prince Murat, mort au champ d'honneur en 1916.

## Historique
Cette voie est ouverte sous sa dénomination actuelle en 1925 et est classée comme voie publique de la voirie de Paris par un arrêté du 9 février 1933.